# Lijst van Nederlandse films (1980-1989)
Dit is een lijst van Nederlandse films in de periode van 1980 t/m 1989, in chronologische volgorde.
| Titel                                                     | Jaar | Regisseur                                    | Acteurs                                                                       | Genre                           | Bijzonderheden                                                                                             |
| --------------------------------------------------------- | ---- | -------------------------------------------- | ----------------------------------------------------------------------------- | ------------------------------- | --- |
| Spetters                                                  | 1980 | Paul Verhoeven                               | Renée Soutendijk                                                              | Drama                           | |
| Dirty Picture                                             | 1980 | Pim de la Parra                              | Pim de la Parra                                                               | Docufilm                        | |
| Het teken van het beest                                   | 1980 | Pieter Verhoeff                              | Gerard Thoolen, Marja Kok                                                     | Drama                           | naar het leven van IJje Wijkstra                                                                           |
| De Bende van hiernaast                                    | 1980 | Karst van der Meulen                         | Lex Goudsmit, Leen Jongewaard, Norbert van der Zwaan, Gerard Cox              | Jeugd                           | |
| Laat de dokter maar schuiven                              | 1980 | Nikolai van der Heyde                        | Jo de Meyere, Piet Bambergen                                                  | Komedie                         | |
| Lieve Jongens                                             | 1980 | Paul de Lussanet                             | Hugo Metsers, Hans Dagelet                                                    | Drama                           | naar het boek van Gerard Reve kosten £600.000                                                              |
| Bekende gezichten, gemengde gevoelens                     | 1980 | Ate de Jong                                  | Hans Dagelet, Carol van Herwijnen                                             | Drama                           | |
| Verdronken Land                                           | 1980 | Chris Brouwer, Gerard Reteig                 |                                                                               | Documentaire                    | |
| Een vlucht regenwulpen                                    | 1981 | Ate de Jong                                  | Jeroen Krabbé                                                                 | Drama                           | naar het boek van Maarten 't Hart                                                                          |
| Het verboden bacchanaal                                   | 1981 | Wim Verstappen                               | Rijk Gooyer, Geert de Jong                                                    | Komedie Erotiek                 | |
| Ik ben Joep Meloen                                        | 1981 | Guus Verstraete jr                           | André van Duyn, Corry van Gorp                                                | Komedie                         | |
| Het meisje met het rode haar                              | 1981 | Ben Verbong                                  | Renée Soutendijk, Peter Tuinman                                               | Drama Oorlog                    | |
| Hoge hakken, echte liefde                                 | 1981 | Dimitri Frenkel Frank                        | Monique van de Ven, Rijk de Gooyer                                            | Drama Komedie                   | |
| Charlotte                                                 | 1981 | Frans Weisz                                  | Birgit Doll, Derek Jacobi                                                     | Drama                           | naar het leven van Charlotte Salomon                                                                       |
| Twee vorstinnen en een vorst                              | 1981 | Otto Jongerius                               | Kitty Courbois, Linda van Dyck                                                | Drama                           | naar het boek Mijn tante Coleta van R.J.Peskens                                                            |
| Te gek om los te lopen                                    | 1981 | Guido Pieters                                | Peter Faber, Jaap Stobbe                                                      | Komedie Drama                   | over een psychiatrische inrichting                                                                         |
| De Pretenders                                             | 1981 | Jos Stelling                                 | Evert Holtzers                                                                | Drama                           | over de jaren 60 in Utrecht                                                                                |
| Gekkenbriefje                                             | 1981 | Olga Madsen                                  |                                                                               | Drama                           | over het ontkomen van de dienstplicht                                                                      |
| Allemaal tuig!                                            | 1982 | Ben Sombogaart                               |                                                                               | Drama                           | |
| Sabine                                                    | 1982 | René van Nie                                 | Rijk de Gooyer                                                                | drama                           | |
| Het beest                                                 | 1982 | Paul Collet Stijn Coninx                     | Willem Ruis                                                                   | Thriller                        | |
| De boezemvriend                                           | 1982 | Dimitri Frenkel Frank                        | André van Duin, Jerome Reehuis                                                | Komedie                         | |
| Van de koele meren des doods                              | 1982 | Nouchka van Brakel                           | Renée Soutendijk, Derek de Lint                                               | Drama                           | |
| Luger                                                     | 1982 | Theo van Gogh                                | Thom Hoffman                                                                  | Thriller                        | |
| De stilte rond Christine M.                               | 1982 | Marleen Gorris                               | Edda Barendse, Henriette Tol                                                  | Drama                           | Gouden Kalf beste film 1982                                                                                |
| Een zwoele zomeravond                                     | 1982 | Shireen Strooker, Frans Weisz                | Marja Kok, Gerard Thoolen                                                     | Komedie                         | |
| Het verleden                                              | 1982 | Bas van der Lecq, Bram van Erkel             | Jeroen Krabbé, Elja Pelgrom                                                   | Drama                           | naar een verhaal van R.J. Peskens                                                                          |
| De smaak van water                                        | 1982 | Orlow Seunke                                 | Gerard Thoolen, Dorijn curvers                                                | Drama                           | |
| Het dak van de walvis                                     | 1982 | Raoul Ruiz                                   |                                                                               |                                 | |
| Pruimenbloesem                                            | 1982 | Willem van Batenburg                         | Diane de Koning                                                               | Erotiek                         | trok ca 200.000 bezoekers                                                                                  |
| Menuet                                                    | 1982 | Lili Rademakers                              | Kris van Dale, Akkemay Marijnissen (Elderenbos)                               | Drama                           | naar het boek van Louis Paul Boon                                                                          |
| Golven                                                    | 1982 | Annette Apon                                 |                                                                               | Drama                           | naar het boek van Virginia Woolf                                                                           |
| Sprong naar de liefde                                     | 1982 | Bas van der Lecq                             | Manouk van der Meulen, Kees Prins                                             | Romantiek                       | |
| Billie Turf contra Kwel                                   | 1982 | Henk van der Linden                          | Raymond van Haaf, Jan Kruyk en Frans Keulen                                   | Familie                         | |
| De lift                                                   | 1983 | Dick Maas                                    | Huub Stapel                                                                   | Horror                          | Gouden Kalf beste regie                                                                                    |
| Brandende liefde                                          | 1983 | Ate de Jong                                  | Monique van de Ven                                                            | Drama                           | naar het boek van Jan Wolkers                                                                              |
| An Bloem                                                  | 1983 | Peter Oosthoek                               | Kitty Courbois                                                                | Drama                           | naar het toneelstuk Schieden van Ton Vorstenbosch                                                          |
| De illusionist                                            | 1983 | Jos Stelling                                 | Freek de Jonge                                                                | Drama                           | |
| De mannetjesmaker                                         | 1983 | Hans Hylkema                                 | ̪Allard van der Scheer, Gerard Thoolen                                         | Drama                           | |
| Als je begrijpt wat ik bedoel                             | 1983 | Bjorn Frank Jensen, Bert Kroon, Harry Geelen | Fred Benavente                                                                | Animatie                        | eerste animatiefilm over Ollie B. Bommel en Tom Poes                                                       |
| De Zwarte Ruiter                                          | 1983 | Wim Verstappen                               | Hugo Metsers, Pleuni Touw                                                     | Drama Thriller                  | smokkelfilm scenario van Gerard Cox                                                                        |
| Vroeger kon je lachen                                     | 1983 | Bert Haanstra                                | Kees Brusse, Carolien van den Berg                                            | Komedie                         | naar een verhaal van Simon Carmiggelt                                                                      |
| Een zaak van leven of dood                                | 1983 | George Schouten                              | Peter Faber, Carla Hardy                                                      | Drama                           | naar het boek Zonder dollen van Hans Vervoort                                                              |
| 'n Schot in de roos                                       | 1983 | Willem van Batenburg                         | Frank Blaaders, Diana De Koning, Mark de Poorter, Wilma de Winter             | Erotiek                         | |
| De Anna                                                   | 1983 | Erik van Zuylen                              | Theu Boermans, Hans Veerman                                                   | Drama                           | over de sluiting van de Limburgse mijnen                                                                   |
| Pim                                                       | 1983 | Orlow Seunke                                 |                                                                               | Kortefilm                       | |
| De vierde man                                             | 1983 | Paul Verhoeven                               | Renée Soutendijk, Jeroen Krabbé                                               | Drama Thriller                  | |
| Ciske de Rat                                              | 1984 | Guido Pieters                                | Danny de Munk, Willeke van Ammelrooy, Peter Faber, Linda van Dyck             | Drama                           | Naar de boeken van Piet Bakker                                                                             |
| Schatjes!                                                 | 1984 | Ruud van Hemert                              | Peter Faber, Geert de Jong, Akkemay Marijnissen (Elderenbos), Frank Schaafsma | Komedie                         | |
| Een dagje naar het strand                                 | 1984 | Theo van Gogh                                | Cas Enklaar                                                                   | Drama                           | |
| Moord in extase                                           | 1984 | Hans Scheepmaker                             | Joop Doderer, Ron Brandsteder                                                 | Misdaad                         | |
| De witte waan                                             | 1984 | Adriaan Ditvoorst                            | Thom Hoffman, Pim Lambeau, Louise Ruys                                        | Drama                           | |
| Twee handen op een buik                                   | 1984 | Andrew Wilson                                |                                                                               | Komedie                         | |
| Bastille                                                  | 1984 | Rudolf van den Berg                          | Derek de Lint, Geert de Jong                                                  | Drama                           | naar het boek van Leon de Winter                                                                           |
| De grens                                                  | 1984 | Leon de Winter                               | Johan Leysen, Linda van Dyck                                                  | Drama                           | vertoond op het Festival van Cannes                                                                        |
| Gebroken spiegels                                         | 1984 | Marleen Gorris                               | Lineke Rijxman, Edda Barends                                                  | Drama                           | publieksprijs                                                                                              |
| De Schorpioen                                             | 1984 | Ben Verbong                                  | Peter Tuinman, Monique van de Ven                                             | Drama Thriller                  | |
| Het licht van Cadiz                                       | 1984 | Ben Lieshout                                 |                                                                               | Drama                           | |
| Overvallers in de dierentuin                              | 1984 | Christ Stuur                                 | Lex de Regt, Paul van Soest                                                   | Jeugd                           | |
| Het bittere kruid                                         | 1985 | Kees van Oostrum                             | Ester Spitz, Gerard Thoolen, Kitty Courbois                                   | Oorlog                          | |
| Wildschut                                                 | 1985 | Bobby Eerhart                                | Hidde Maas                                                                    | Thriller Misdaad                | Belgische co-productie                                                                                     |
| Mama is boos!                                             | 1985 | Ruud van Hemert                              | Peter Faber, Geert de Jong, Adelheid Roosen                                   | Komedie                         | |
| Pervola, sporen in de sneeuw                              | 1985 | Orlow Seunke                                 | Gerard Thoolen, Bram van der Vlugt, Melle van Essen                           | Drama                           | |
| De prooi                                                  | 1985 | Vivian Pieters                               | Rijk de Gooyer                                                                | Thriller                        | |
| De ijssalon                                               | 1985 | Dimitri Frenkel Frank                        | Renée Soutendijk                                                              | Drama Oorlog                    | |
| Soldaten zonder geweren                                   | 1985 | Kees Hin                                     | Elisabeth Andersen, Rudolf Lucieer                                            | Drama                           | over Februaristaking 1941                                                                                  |
| De deur van het huis                                      | 1985 | Heddy Honigmann                              | Johan Leysen, Titus Muizelaar                                                 | Drama                           | kosten 64.000 gulden                                                                                       |
| Op hoop van zegen                                         | 1986 | Guido Pieters                                | Kitty Courbois, Danny de Munk                                                 | Vissersdrama                    | |
| De wisselwachter                                          | 1986 | Jos Stelling                                 | Jim van der Woude, Stephane Excoffier                                         | Komedie                         | |
| In de schaduw van de overwinning                          | 1986 | Ate de Jong                                  | Jeroen Krabbé, Edwin de Vries                                                 | Oorlog                          | |
| Flodder                                                   | 1986 | Dick Maas                                    | Huub Stapel, Nelly Frijda                                                     | Komedie                         | |
| De aanslag                                                | 1986 | Fons Rademakers                              | Derek de Lint                                                                 | Oorlog                          | won een Oscar                                                                                              |
| Abel                                                      | 1986 | Alex van Warmerdam                           | Alex van Warmerdam, Henri Garcin, Annet Malherbe, Olga Zuiderhoek             | Komedie                         | |
| Charley                                                   | 1986 | Theo van Gogh                                | Marie Kooiman, Rosita Steenbeek                                               | Drama                           | |
| Het gezin van Paemel                                      | 1986 | Paul Cammermans                              | Andrea Domburg, Thom Hoffman                                                  |                                 | Belgische co-productie                                                                                     |
| Als in een roes                                           | 1986 | Pim de la Parra                              | Herbert Flack, Liz Snoyink                                                    | Drama                           | |
| Terug naar Oegstgeest                                     | 1987 | Theo van Gogh                                | Tom Jansen, Hidde Kuiper                                                      | Drama Komedie                   | Naar het boek van Jan Wolkers                                                                              |
| Een maand later                                           | 1987 | Nouchka van Brakel                           | Renée Soutendijk, Monique van de Ven                                          | Komedie Drama                   | |
| Iris                                                      | 1987 | Mady Saks                                    | Monique van de Ven, John Kraaykamp                                            | Drama Thriller                  | |
| Havinck                                                   | 1987 | Frans Weisz                                  | Willem Nijholt                                                                | Drama                           | |
| Blonde Dolly                                              | 1987 | Gerrit van Elst                              | Hilde van Mieghem, Peter Tuinman                                              | Drama                           | |
| Van geluk gesproken                                       | 1987 | Pieter Verhoeff                              | Mirjam Sternheim, Gerard Thoolen                                              | Drama, Komedie                  | |
| Grijpstra en de Gier 2: De Ratelrat                       | 1987 | Wim Verstappen                               | Rijk de Gooyer, Peter Faber                                                   | Misdaad                         | |
| Zoeken naar Eileen                                        | 1987 | Rudolf van den Berg                          | Thom Hoffman, Lysette Anthony                                                 | Drama                           | |
| Dagboek van een oude dwaas                                | 1987 | Lili Rademakers                              | Ralph Micheal, Beatie Edney                                                   | Drama                           | |
| Vroeger is dood                                           | 1987 | Ine Schenkkan                                | Jasperine de Jong, Max Croiset                                                | Drama                           | |
| Honneponnetje                                             | 1988 | Ruud van Hemert                              | Nada van Nie                                                                  | Komedie                         | |
| Donna Donna                                               | 1988 | Hans & Luc van Beek                          | René van 't Hof, Simone Walraven                                              | Komedie Drama                   | |
| Spoorloos                                                 | 1988 | George Sluizer                               | Johanna ter Steege, Gene Beervoets                                            | Drama Thriller                  | Staat op plaats 77 in de "Top 100 Movies Of All Time" van Rotten Tomatoes met een gemiddeld cijfer van 8,4 |
| Amsterdamned                                              | 1988 | Dick Maas                                    | Huub Stapel, Monique van de Ven                                               | Thriller Horror                 | |
| De avonden                                                | 1988 | Rudolf van den Berg                          | Thom Hoffman, Rijk de Gooyer                                                  | Drama                           | |
| Hersenschimmen                                            | 1988 | Heddy Honigmann                              | Joop Admiraal, Marja Kok                                                      | Drama                           | |
| Theo en Thea en de ontmaskering van het tenenkaasimperium | 1988 | Pieter Kramer                                | Tosca Niterink, Arjan Ederveen                                                | Komedie                         | |
| Jan Rap en z'n maat                                       | 1989 | Ine Schenkkan                                | Paul de Leeuw, Jasperina de Jong                                              | Drama                           | |
| Loos                                                      | 1989 | Theo van Gogh                                | Tom Jansen, Renée Fokker                                                      | Drama                           | |
| Mijn vader woont in Rio                                   | 1989 | Ben Sombogaart                               | Wenneke Janssen, Geert de Jong, Peter Faber                                   | Jeugd, Familie, Avontuur, Drama | Naar het boek van Burny Bos                                                                                |
| Rituelen                                                  | 1989 | Herbert Curiel                               | Derek de Lint, Thom Hoffman                                                   | Drama                           | |
| De kassière                                               | 1989 | Ben Verbong                                  | Marion van Thijn, Thom Hoffman                                                | Drama, Thriller                 | |
| Lost in Amsterdam                                         | 1989 | Pim de la Parra                              | Kenneth Hardegein, Manouk van der Meulen                                      | Drama                           | |
| Wilde Harten                                              | 1989 | Jindra Markus                                | Alexandra van Marken, Han Oldigs                                              | Drama                           | |
| Leedvermaak                                               | 1989 | Frans Weisz                                  | Catherine ten Bruggencate, Pierre Bokma                                       | Drama                           | ook wel Polonaise genoemd                                                                                  |
| Ongedaan gedaan                                           | 1989 | Frans van de Staak                           | Thom Hoffman, Martien van den Ouwelant                                        | Drama                           | |
| Zwerfsters                                                | 1989 | Marja Kok                                    | Loudi Nijhoff, Katherine Holland                                              | Drama                           | |